# Conversietherapie

Landen waar conversietherapie voor minderjarigen verboden is:
Verboden
De facto verboden
Individuele verboden door rechtszaken
Verbod in de maak of voorgesteld
Niet verboden

Conversietherapie (of homotherapie, homogenezing of homogenezingstherapie Engels: conversion therapy of Sexual orientation change efforts (S.O.C.E.)) is een verzamelnaam voor methoden die als doel hebben de seksuele geaardheid van homoseksuele (en biseksuele) mensen te veranderen in heteroseksueel. Recenter worden ook pogingen om de genderidentiteit van transgender mensen te veranderen in cisgender hieronder geplaatst.
Conversietherapie wordt toegepast in tal van landen, waaronder veel westerse landen (Verenigde Staten, Verenigd Koninkrijk), Afrika en Azië (China, Singapore). In sommige gemeenschappen meent men de geaardheid met geweld te kunnen veranderen, onder meer in de vorm van verkrachtingen.
De psychologische bijstand geboden aan mensen die denken aan een transitie wordt soms ook beschouwd als conversietherapie. Er is discussie of dit wenselijk is of niet.

## Inleiding
Binnen conversietherapie worden verschillende technieken gebruikt, waaronder psycho-analyse en groepstherapie. Er is geen wetenschappelijk onderzoek bekend dat aantoont dat deze methoden in staat zijn de seksuele geaardheid te wijzigen. Ook is er geen empirisch of wetenschappelijk bewijs dat homoseksualiteit of biseksualiteit een aandoening of afwijking is.
Wel bestaat er binnen de wetenschap algemene consensus over het idee dat homoseksualiteit en biseksualiteit normale variaties zijn op de menselijke seksuele geaardheid. Ook is aangetoond dat de geaardheid van homoseksuelen, lesbiennes en biseksuelen geen belemmering is voor een normale psychische gezondheid en sociaal leven. De meeste gezondheidsorganisaties raden mensen daarom af om te proberen hun seksuele geaardheid te veranderen. Deze methoden worden vaak gezien als onethisch omdat ze schadelijk kunnen zijn voor de geestelijke gezondheid van de betrokkenen.
De methoden die bedoeld zijn om seksuele geaardheid te veranderen, zijn regelmatig controversieel door de sterk tegengestelde visies van voor- en tegenstanders. Voorstanders zijn vaak te vinden in conservatief-religieuze bewegingen en politieke partijen. Tegenstanders zijn meestal wetenschappelijke organisaties of mensenrechtenbewegingen die opkomen voor homorechten.

## Geschiedenis
Onder de medische pogingen de seksuele geaardheid te veranderen vallen de chirurgische ingrepen zoals hysterectomie, ovariectomie, clitorectomie, castratie, ingrepen aan de Nervus pudendus en lobotomie. Onder de medicinale methoden vallen de hormoonbehandeling, farmaceutische shocktherapie en behandeling met remmende of stimulerende medicijnen. Andere methoden zijn aversietherapie, het reduceren van aversie tegen heteroseksualiteit, elektroshocktherapie, groepstherapie, hypnose en psychoanalyse.
Tot het einde van de achttiende eeuw werd homoseksualiteit gezien als een zonde. Daarna maakte deze visie plaats voor de idee dat homoseksualiteit een aandoening, en dus mogelijk te genezen is. De Duits-Oostenrijkse psychiater Richard von Krafft-Ebing bespreekt in hoofdstuk IV "Algemene pathologie" van zijn belangrijkste werk "Psychopathia Sexualis" homoseksualiteit in "Diagnose, prognose en therapie van tegengesteld seksueel instinct". Krafft-Ebing beschouwde homoseksualiteit als een neurose. Homoseksualiteit kon hierbij zowel aangeboren zijn als voortkomen uit een "onhygiënisch" seksueel leven. Onder de voorwaarde dat de "aandoening" in het beginstadium was kon homoseksualiteit soms worden genezen door onthouding van masturbatie. Vaker zou hypnose echter de enige vorm van therapie zijn om de neiging tot masturbatie en homoseksuele gevoelens te onderdrukken en "mannelijkheid" en heteroseksuele gevoelens te stimuleren. Krafft-Ebing was tegen castratie en behandeling met medicatie als methoden om mensen te genezen van hun homoseksualiteit. Het werk van Richard von Krafft-Ebing is sterk van invloed geweest op het ziektedenken rondom niet-heteroseksuele geaardheden, waaronder homoseksualiteit en biseksualiteit.
Tijdens de Tweede Wereldoorlog voerden artsen van het naziregime experimenten uit op gevangenen om een behandeling voor homoseksualiteit te vinden. Deze experimenten leverden geen enkel wetenschappelijk inzicht op. In het concentratiekamp Buchenwald diende de arts Carl Vaernet hormonen toe aan twaalf homoseksuele mannen. Hierbij plaatste hij een metalen buisje in de lies, dat over een lange periode testosteron toediende. Vaernet ging ervan uit dat een tekort aan testosteron de oorzaak was van homoseksualiteit.
Ook eind jaren 1960 wordt in Nederland door de psycholoog Gerard van den Aardweg de opvatting verkondigd dat homoseksualiteit een neurose is. Van den Aardweg promoveerde in 1967 op het onderzoek "Homofilie, neurose en dwangzelfbeklag". Een gezin met een dominante moeder, waarbij de vader afwezig is, zou mogelijk kunnen leiden tot homoseksualiteit bij de kinderen. De gedachte was dat een zoon in een dergelijk gezin minderwaardigheidsgevoelens zou ontwikkelen en zou leren te verlangen naar het ontbrekende geslacht in het gezin. De theorieën van Van den Aardweg vonden in christelijke kringen veel aanhang.
Onder invloed van de seksuele revolutie en de homo-emancipatie, veranderde de kijk op geaardheid. Als in 1975 aan Nederlandse hoogleraren psychiatrie wordt gevraagd of homoseksualiteit een aandoening is, wijst een meerderheid van hen dit af.
In 1992 veranderde de Wereldgezondheidsorganisatie de classificatie van homoseksualiteit van een geestelijke aandoening in de diagnose 'ego-dystonic homosexuality". Alleen als een persoon psychische problemen ervaart met zijn geaardheid, dan kan deze op eigen initiatief verzoeken tot behandeling.

## Redenen
Veel mensen die in conversietherapie gaan, hebben een conservatief-religieuze achtergrond. Uit onderzoek bleek dat de motivatie vooral voortkomt uit religieuze overwegingen. Een andere reden kan zijn dat men trouw wil blijven aan een echtgenoot of de wens heeft te trouwen met iemand van het andere geslacht. Ook de angst verstoten te worden door familie indien men 'uit de kast' komt kan een reden zijn toevlucht te zoeken tot conversietherapie. Anderen willen hun homoseksuele of biseksuele geaardheid wijzigen omdat men bang is te vervallen in met homoseksualiteit geassocieerd gedrag. Ook denkt men de kans op seksueel overdraagbare aandoeningen te kunnen verkleinen.

## Methoden

### Gedragstherapie
Onder gedragstherapie valt aversietherapie, waarbij negatieve prikkels worden geassocieerd met homo-erotische afbeeldingen en positieve prikkels met hetero-erotische prikkels. Mannen die reageren op homo-erotiek krijgen bijvoorbeeld een elektrische schok of ziekmakende medicijnen toegediend.
Na een aantal veelbelovende experimenten in 1966 werd aversietherapie populair. Sinds 1994 ziet de American Psychological Association aversietherapie als een gevaarlijke niet werkende methode'

### Bioenergetica
Bioenergetica is een therapie ontwikkeld door Alexander Lowen en John Pierrakos. De therapeut Richard Cohen gebruikte bioenergetica in een poging homoseksuelen te bekeren tot heteroseksualiteit. Tijdens de therapie van Cohen lag de 'patiënt' in foetale houding in de schoot van de therapeut. Ook was Cohen voorstander van methoden waarbij de 'patiënt' schreeuwde of met een tennisracket op een kussen sloeg.

### Religieuze methoden
Religieus gemotiveerde homogenezing wordt gepraktiseerd in sommige conservatief christelijke kringen, waarin geloofd wordt dat homoseksualiteit voortkomt uit een gebroken wereld en dat geaardheid door geloof kan worden aangepast. De seksuele geaardheid zou kunnen veranderden door een verzoening met Jezus Christus.

### Ex-homogroepen
Ex-homogroepen ondersteunen bij het onderdrukken van de homoseksuele gevoelens. Ook zouden zij minderheidsstress en marginalisering tegengaan.

### Huwelijkstherapie
Heteroseksuele huwelijkstherapie kan ingezet worden als een poging de seksuele gerichtheid te wijzigen.

## Schadelijkheid
Conversietherapie kan zowel geestelijk als lichamelijk schadelijk zijn, vooral als de betrokkene egosyntinisch is en zijn of haar geaardheid niet wil veranderen. Een mogelijk effect is depressie met kans op zelfmoord. Conversietherapie wordt door Amerikaanse gezondheidsorganisaties algemeen verworpen. en is in sommige landen zoals Duitsland verboden.
Bi+ ·
Homoseksualiteit ·
Lesbianisme ·
Biseksualiteit ·
Panseksualiteit ·
Polyseksualiteit ·
Aseksualiteit ·
Demiseksualiteit ·
Queer ·
Questioning ·
Androfilie ·
Gynofilie
Cisgender
(Vrouw ·
Man) ·
Transgender
(Transvrouw ·
Transman ·
Transseksualiteit) ·
Intersekse ·
Tweeslachtigheid ·
Genderqueer ·
Questioning ·
Androgyn ·
Queer ·
Polygender
(Bigender ·
Trigender) ·
Pangender ·
Agender ·
Demigender
(Demigirl ·
Demiboy ·
Demifluïde ·
Demiflux ·
Demiandrogyn) ·
Neutrois ·
Genderfluïde
(Amorgender) ·
Genderflux ·
Intergender ·
Aporagender ·
Pocketgender ·
Derde geslacht ·
Butch en femme ·
Gendernon-conform ·
Queerheteroseksueel ·
Hijra ·
Two-spirit ·
Fa'afafine ·
Akava'ine ·
Androgynos ·
Bissu ·
Fakaleiti ·
Kathoey ·
Khanith ·
Mahu ·
Mak nyah ·
Muxe ·
Tomboy ·
Travesti ·
Tumtum ·
Winkte
Seksuologie ·
Genderstudies ·
Binaire geslachtsmodel ·
Genderspectrum ·
Lavendeltaalwetenschap ·
Lgbt-literatuur ·
Queerstudies ·
Queer theory
Postgenderisme ·
Feminisme
(Lesbisch feminisme ·
Transfeminisme) ·
Queercore
Oudheid:
Oude Rome ·
Oude Egypte
Vroegmoderne tijd:
Rusland
Moderne tijd:
Nazi-Duitsland ·
Rusland ·
Sovjet-Unie
Heden:
Nederland ·
Rusland ·
Sierra Leone
Roze driehoek ·
Regenboogvlag ·
Hanky code ·
Homomonument
Heteroseksisme
(Homofobie ·
Lesbofobie ·
Bifobie) ·
Genderisme
(Transfobie ·
Transmisogynie
Discriminatie van non-binaire personen ·
Cisseksisme) ·
Heteronormativiteit ·
Pinkwashing ·
Gay panic defense
(Trans panic defense) ·
Oppositie ·
LGBT ·
Homoseksualiteit in het leger
(Don't ask, don't tell) ·
Homoseksualiteit en religie
(Jodendom ·
Christendom ·
Islam ·
Bahai ·
Hindoeïsme ·
Boeddhisme ·
Sikhisme ·
Confucianisme ·
Shintoïsme ·
Taoïsme ·
Satanisme ·
Wicca ·
Unitair Universamisme ·
Scientology ·
Zoroastrisme) ·
Discriminatie tegen mensen met HIV ·
Doodstraf voor homoseksualiteit ·
Haatcriminaliteit ·
(Correctieve verkrachting ·
Antihomoseksueel geweld ·
Antihomoseksueel terrorisme) ·
Lgbt-gerelateerde zelfmoord ·
Conversietherapie (Homogenezing) ·
Schaal van Riddle
Arlington County vs. White ·
Artikel 248bis van het Wetboek van Strafrecht (Nederland) ·
Federal Marriage Amendment ·
Goodridge vs. Department of Public Health ·
Instructie inzake de criteria om roepingen te beoordelen van personen met homoseksuele neigingen met het oog op hun toelating tot het seminarie en de Heilige Wijdingen ·
Jogjakarta-beginselen ·
Jos Brink-prijs ·
Kentucky vs. Wasson ·
Lawrence v. Texas ·
Paragraaf 175 ·
Proposition 8 ·
Sectie 28 ·
Sodomiewetgeving
(Sodomiewetgeving in de Verenigde Staten) ·
Wolfenden Report
Bear ·
Crossdressing ·
(Travestie) ·
Gay Pride Parade ·
Homohoreca ·
Homo-icoon ·
Homo-ontmoetingsplaats ·
Lhbt-boekhandel ·
Outing ·
(Coming-out)
Holebi ·
Genderdysforie ·
Homoseksualiteit bij dieren ·
Safe-space